# Субине
Суби́не — село в Україні, в Коростенському районі Житомирської області. Населення становить 71 осіб. Входило до складу Ходаківської сільської ради.